# Sint-Gregoriuskerk (IJmuiden)
De Sint-Gregoriuskerk was een rooms-katholieke kerk aan de Kanaalstraat 226 in IJmuiden.
In 1881 werd besloten tot de bouw van een nieuwe kerk voor de grotendeels katholieke vissers van het dorp. Tot deze kerk gereed was werd enkele jaren lang de mis in de verbouwde bovenverdieping van een kantoor gehouden. 
De nieuwe kerk en pastorie werden ontworpen door Evert Margry, een belangrijke leerling van Pierre Cuypers. Hij ontwierp een neogotische kerk, waaraan hij op aandringen van de bisschop nog een toren toevoegde. De bouw van de kerk kostte fl 24.724,00. De kerk werd in 1884 geconsacreerd en gewijd aan Gregorius van Utrecht. In 1901 werd een orgel in de kerk geplaatst.
In de jaren 1970 was het kerkbezoek sterk teruggelopen en zitten er wekelijks nog zo'n 50 gelovigen tijdens de mis. In 1975 brak er brand uit in de verwarmingsruimte. Omdat de kosten voor herstel en noodzakelijk onderhoud van het gebouw te hoog waren geworden werd besloten de kerk te sluiten. Het torenuurwerk uit 1869 werd overgebracht naar de kerk in Uitgeest. Voor de beelden in de kerk was ook belangstelling, maar deze werden door vandalen gesloopt. In 1979 werd de kerk uiteindelijk afgebroken.

## Referentie
- Archieven Parochie Sint Gregorius van Utrecht te IJmuiden